# Luftförsvarscentral
Luftförsvarscentral, LFC, var en svensk anläggning för luftbevakning från 1950-talet som byggdes upp inom det så kallade STRIL 50-systemet och senare förnyades för det nyare STRIL 60-systemet. Dessa anläggningar skulle samordna luftförsvaret i varje luftförsvarssektor, varje sektor skulle ha en LFC. För att skydda anläggningarna byggdes de i bergrum. Många av dessa centraler fick avvecklas efter 1963 då det uppdagades att Stig Wennerström avslöjat deras placering för Sovjetunionen.

## STRIL 50

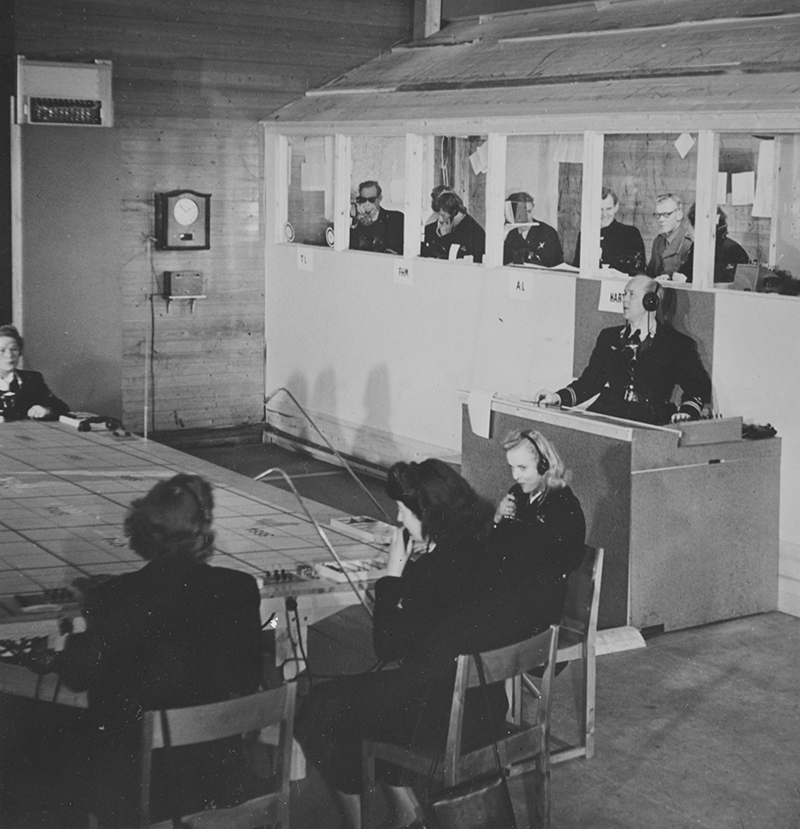
Provisorisk luftförsvarscentral i Oxelbergens berganläggning nära dåvarande Östra station inne i Norrköping. Flygvapnet disponerade mellan åren 1950-1954 lokaler där för försöksverksamhet inför blivande luftförsvarsområdet O 1, i väntan permanenta LFC O 1 Höken i berget vid Svärtinge skulle bli klart (färdigt 1956).

I det ursprungliga planerna från 1951 delades Sverige in i 21
luftförsvarssektorer med tillhörande luftförsvarscentraler. 1957 hade planerna reducerats på grund av ekonomiska begränsningar och 11 luftförsvarscentraler kom att byggas. Centralen var uppbyggd kring det stora operationsrummet. Rummet dominerades av ett stort bord med en lägeskarta där alla egna och fientliga flygstyrkor plottades ut med hjälp av träklossar som manuellt flyttades runt på kartan. Kring väggarna i rummet var balkonger uppbyggda där den beslutande personalen satt och hade uppsikt över lägeskartan. 
| Sektor | Namn       | Plats      |
| ------ | ---------- | ---------- |
| ÖN3    | LFC Illern | Boden      |
| ÖN1    | LFC Örnen  | Umeå       |
| N3     | LFC Humlan | Frösön     |
| O3     | LFC Räven  | Uppsala    |
| O2     | LFC Falken | Tullinge   |
| O1     | LFC Höken  | Svärtinge  |
| G1     | LFC Tigern | Tingstäde  |
| W5     | LFC Måsen  | Örebro     |
| W2     | LFC Svalan | Mölndal    |
| S2     | LFC Vargen | Torskors   |
| S1     | LFC Staren | Tormestorp |

### Funktion
Centralen hämtade information från 
- Luftförsvarsgruppcentraler som samlade in information om fientliga flygföretag från optiska luftbevakningsstationer
- Jaktradarstationer som manuellt rapporterade in egna och fientliga flygföretag.
- Storradar, radarstationer av typen PS-08 med räckvidd på över 400 km och den äldre PS-16.

Informationen sammanställdes på det stora lägesbordet i kyrkan där alla egna och fientliga flygstyrkor plottades ut. Därefter beslutades om insats och order skickades ut till:
- Luftvärnsförband ur armén.
- Jaktradarstationer där radarjaktledare dirigerade egna jaktplan mot målen.
- Flygbaser för att starta jaktplan.

## STRIL 60
I STRIL 60-systemet strävade man efter att datorisera och automatisera informationshanteringen och -presentationen för att öka snabbheten i luftförsvarets agerande i krig och fredsid. Men på grund av ekonomiska begränsningar var man tvungen att prioritera mellan luftförsvarssektorerna, vilka som skulle få nya och moderna luftförsvarscentraler och vilka som bara skulle uppgraderas. För att hantera mängden av information från de radarstationer för låghöjdstäckning som byggdes för STRIL 60 infördes radargruppcentralerna som skulle filtrera radarinformationen och skicka den vidare till luftförsvarscentralen.
| Sektor | Namn       | Plats     | Typ |
| ------ | ---------- | --------- | --- |
| ÖN3    | LFC Illern | Boden     | II  |
| N3     | LFC Humlan | Frösön    | II  |
| O5     | LFC Puman  | Bålsta    | I   |
| O1     | LFC Höken  | Svärtinge | II  |
| W2     | LFC Svalan | Mölndal   | II  |
| S2     | LFC Vargen | Torskors  | III |
| S1     | LFC Kobran | Hästveda  | I   |

### LFC Typ I
LFC Typ I var helt nybyggda luftförsvarscentraler för STRIL 60-systemet. Centralerna byggdes som tidigare i bergrum med en sådan skyddsnivå att det skulle krävas kärnladdningar för att slå ut centralen. Bergrummet var indelat i ett antal tunnlar med huskroppar som inrymde kontors-, operativa-, tekniska-, underhålls- och serviceutrymmen, matsalar samt utrymme för vaktstyrka. Telekommunikationsutrustningen till centralerna beställdes från LM Ericsson och datorutrustningen kallad DBU 0100 från Marconi. Datorutrustningens kärna var centrala minnet (CM) varifrån datorer och presentationsutrustningar läste information om luftläget. För mer komplicerade beräkningsuppgifter fanns tre transistorbaserade datorer med kärnminne. Information om luftläge och annan information presenterades med storbildsprojektorer, tabellindikatorer och TV-monitorer för operatörerna i centralen. Det operativa arbetet i centralen leddes av en sektorledare som beslutade om insatser mot fientligt flyg oavsett om de skulle ske med jaktflyg, luftvärnsrobotar eller kanonluftvärn. Under denne ansvarade jaktledaren för jaktflygets strid, robotledaren ansvarade för insatser med robot 67 och robot 68 och luftvärnsledaren ansvarade för orienteringen om lågflygande mål för kanonluftvärn. Totalt fanns det 73 operatörsplatser för 37 olika operatörsroller i centralen. I centralen fanns tre hytter med vardera fyra operatörsplatser för radarjaktledning, i varje hytt tjänstgjorde en chefsradarjaktledare och tre radarjaktledare. Från början kunde radarjaktledning endast ske med underlag av radarbilder från höghöjdsradarstationer som var anslutna till LFC, men sedan smalbandsöverföring av radarbilderna infördes kunde man få in information från valfri PS-15 station till exempel.

#### Datasystem
Databehandlingsutrustning bestod av cirka 160 elektronikstativ inrymda i en datahall med en yta på cirka 500 kvadratmeter. Den digitala utrustningen utgjorde ca 80 procent av utrustningen och hade i huvudsak hand om all databehandling och minneslagring. Den var uppbyggd av diskreta komponenter där de aktiva bestod av ca 540 000 transistorer och dioder. Den analoga delen utgjordes i huvudsak av presentationsutrustning, även den uppbyggd av diskreta komponenter, men där de aktiva komponenterna utgjordes av cirka 16 000 elektronrör. Systemet kunde hantera luftläget i en kvadrat med sidan 1023 3/4 km, koordinaterna representerades med 12 binära bitar vilket gav en minsta upplösning på 1/4 km.
Kärnan i datasystemet var centrala minnet (CM) som var den enhet som alla andra funktionsenheter var uppbyggda runt och som allt data ständigt cirkulerade genom var tredje millisekund. CM var ett magnetostriktivt fördröjningsminne med 72 stycken fördröjningslinor som rymde 1500 bitar var, sammanlagd minneskapacitet var 108 kbit. Olika enheter läste det data som de behövde för beräkningar och korrektioner varefter de nya värdena återskrevs i CM. Andra enheter läste endast ut data för att presentera på operatörernas indikatorer eller sända det vidare till externa användare via datameddelanden.
- 19 operatörshytter
- 73 operatörsplatser för 37 olika operatörsroller
- 50 råradarindikatorer (PPI)
- 27 syntetiska indikatorer (SPI)
- 3 storbildsprojektorer (färg)
- 24 vektorindikatorer
- 49 tabellindikatorer
- 25 digitronindikatorer
- 18 TV-kameror
- 43 TV monitorer

### LFC Typ II

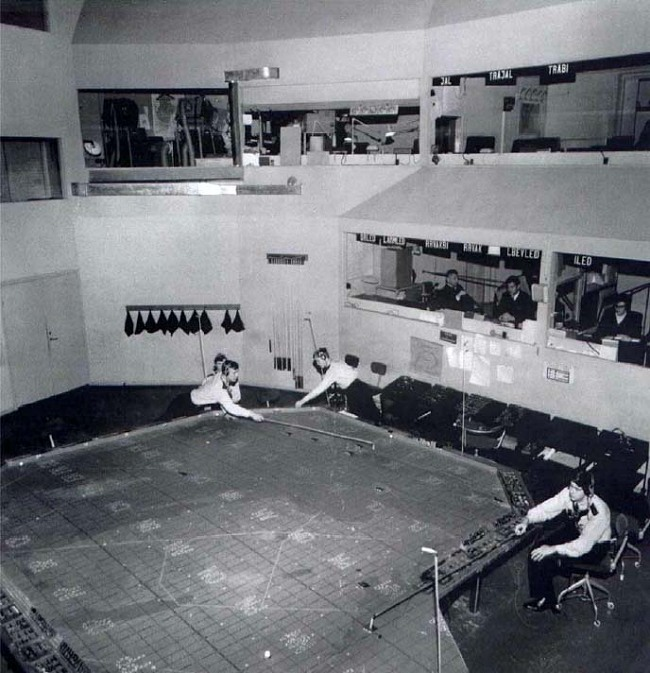
Interiör i OP-rummet i en underjordisk luftförsvarscentral, LFC typ II.

LFC Typ II byggdes om från befintliga luftförsvarscentraler från STRIL 50-systemet och fick en huvuddator och projektorutrustning som centralerna av typ I. Luftförsvarscentralen saknade dock helt egen kapacitet för radarjaktledning utan detta fick skötas av sektorns radargruppcentral och jaktradarstationer.

#### Datorutrustning
DBU 02-systemet är uppbyggt med en dator som central utrustning. Datorn styr en projektorenhet med vars hjälp mottagen information projiceras på en projektionsduk. Presentationen på storbilden kompletteras med presentation av företagsdata i textform på tabellindikatorer (tabi) som var en enkel datorterminal. För inmatning av kompletterande företagsdata har varje tabi försetts med en skrivtangentur som utnyttjas som inmatningsutrustning. Systemet innehåller totalt tio tabellindikatorer med skrivtangenturer, varav en utnyttjas av tvak. Dessutom har fem befattningshavare försetts med rullbollenheter som gav möjligheten att manövrera en peksymbol i röd färg på storbilden. Peksymbolinformationen kunde även sändas till rrgc för att peka ut mål som radarjaktledarna i rrgc skulle leda egna jaktplan mot. Peksymbolen kunde endast manövreras från en enhet i taget.
Datorn i DBU 02 var en kommersiell PDP-11 tillverkad av Digital Equipment Corporation. Ordlängden är 16 bitar med möjlighet att arbeta i halvord om 8 bitar. Datorn är bestyckad med 96 kord kärnminne med möjlighet att utöka till 124 kord.

### LFC Typ III
LFC Typ III var i princip befintliga luftförsvarscentraler från STRIL 50-systemet.